# Белецкий, Николай Фёдорович
Николай Фёдорович Белецкий (9 мая 1851, село Воскресеновка, Новомосковского уезда, Екатеринославской губернии — 6 февраля, 1882, София (Софиевка?)) — русский (по украинским данным — украинский) учёный-зоолог, доцент Харьковского университета.

## Биография
Окончил 1-ю Харьковскую гимназию (1866) и Харьковский университет (1872). Там же в 1877 году защитил диссертацию на тему: «Механизм дыхания птиц» и, получив степень магистра зоологии, был назначен доцентом кафедры зоологии того же университета, и занимал эту должность до самой смерти. Действительный член Общества испытателей природы при Харьковском университете.
Из работ Белецкого напечатаны были следующие: «Перечень видов перепончатокрылых насекомых окрестностей города Харькова» (1873), «Механизм дыхания птиц» (1876), «Критическая заметка по поводу исследования Tiegiel’я о зависимости высоты мускульного сокращения и проч.» (1877), «Результат измерений объема дыхательной полости утки» (1878), «Соображения о причине движения протоплазмы животных клеток» (1879), «Материалы для физиологии глаза птиц» (1879), «К вопросу о физиологической роли воздушных мешков у птиц» (1879), «Выделение углекислоты коченеющим мускулом» (188), «О движении ноги и створок раковины у наших unio как дыхательных движениях» (1880), «Пневмографические исследования над медяницей (Angius fragilis Zin.)» (1881), «К вопросу о причине арnое» (1881), «Физиологическая заметка об исполинской саламандре, Crypto-branchus japonicus Hoev.» (1882) и «Физиология воздушного пузыря рыб» (1883, посмертно). 
Все эти труды были изданы в Харькове Обществом испытателей природы при Харьковском университете.